# Primer Grupo de Ejército de Estados Unidos
El Primer Grupo de Ejércitos de Estados Unidos (en inglés First United States Army Group) fue un grupo de ejércitos inventado por los Aliados durante la Segunda Guerra Mundial antes del Día D, como parte de Operación Quicksilver, que fue diseñada para engañar a los Alemanes sobre la ubicación del lugar exacto de la invasión de Francia. 
Para atraer la atención del Eje, George Patton fue puesto al mando de la nueva formación creada.[cita requerida]

## Historia
El Primer Grupo de Ejército de Estados Unidos (a menudo abreviado FUSAG por sus siglas en inglés) fue activado en Londres en 1943 como una formación para la planificación de la invasión aliada de Francia bajo el mando del general Omar Bradley.[cita requerida]
Cuando el Decimosegundo Grupo de Ejércitos de Estados Unidos fue activado el 1 de agosto de 1944, Bradley y su personal fueron transferidos al cuartel general del nuevo grupo de ejércitos. A pesar de la falta de personal, el FUSAG continuó existiendo sobre el papel como parte de la Operación Quicksilver. 
Con el fin de hacer creer a las fuerzas alemanas que la invasión aliada llegaría por el paso de Calais, la fuerza fantasma estaba estacionada en Dover. A fin de atraer la atención de los comandantes del Eje, el general Dwight D. Eisenhower colocó al mando de la fuerza fantasma al general George Patton. También aumentó el tamaño de la formación ficticia, que llegó a ser más grande, que el XXI Grupo de Ejércitos británico comandado por el general Bernard Montgomery. 
El engaño funcionó tan bien que incluso dos semanas después de la invasión en Normandía, las fuerzas alemanas estacionadas en el paso de Calais aún continuaban esperando a la que creían que sería la verdadera fuerza de invasión.[cita requerida]

## Unidades subordinadas
Según cálculos de los servicios de inteligencia alemanes, el Primer Grupo de Ejércitos estaría compuesto por las siguientes unidades a día 19 de junio de 1944.
- Ejército estadounidense
  - Tercer Ejército
  - Vigésimo Ejército
  - VIII Cuerpo de Ejército
  - XII Cuerpo de Ejército
  - 4.ª División Acorazada
  - 5.ª División Acorazada
  - 6.ª División Acorazada
  - 28.ª División de Infantería Motorizada
  - 35.ª División de Infantería Motorizada
  - 80.ª División de Infantería Motorizada
  - 83.ª División de Infantería
- Ejército británico
  - 2.ª División Aerotransportada
  - 55.ª División Motorizada
- Ejército canadiense
  - Primer Ejército
  - II Cuerpo de Ejército
  - 2.ª División Motorizada
  - 4.ª División Acorazada